# Suonttajärvi
Suonttajärvi är en sjö i Finland. Den ligger i kommunen Enontekis i landskapet Lappland, i den norra delen av landet, 900 km norr om huvudstaden Helsingfors. Suonttajärvi ligger 295 meter över havet. Arean är 1,09 kvadratkilometer och strandlinjen är 5,87 kilometer lång. Sjön  ingår i Torne älvs huvudavrinningsområde. 